# Cyprian Godebski (pisarz)

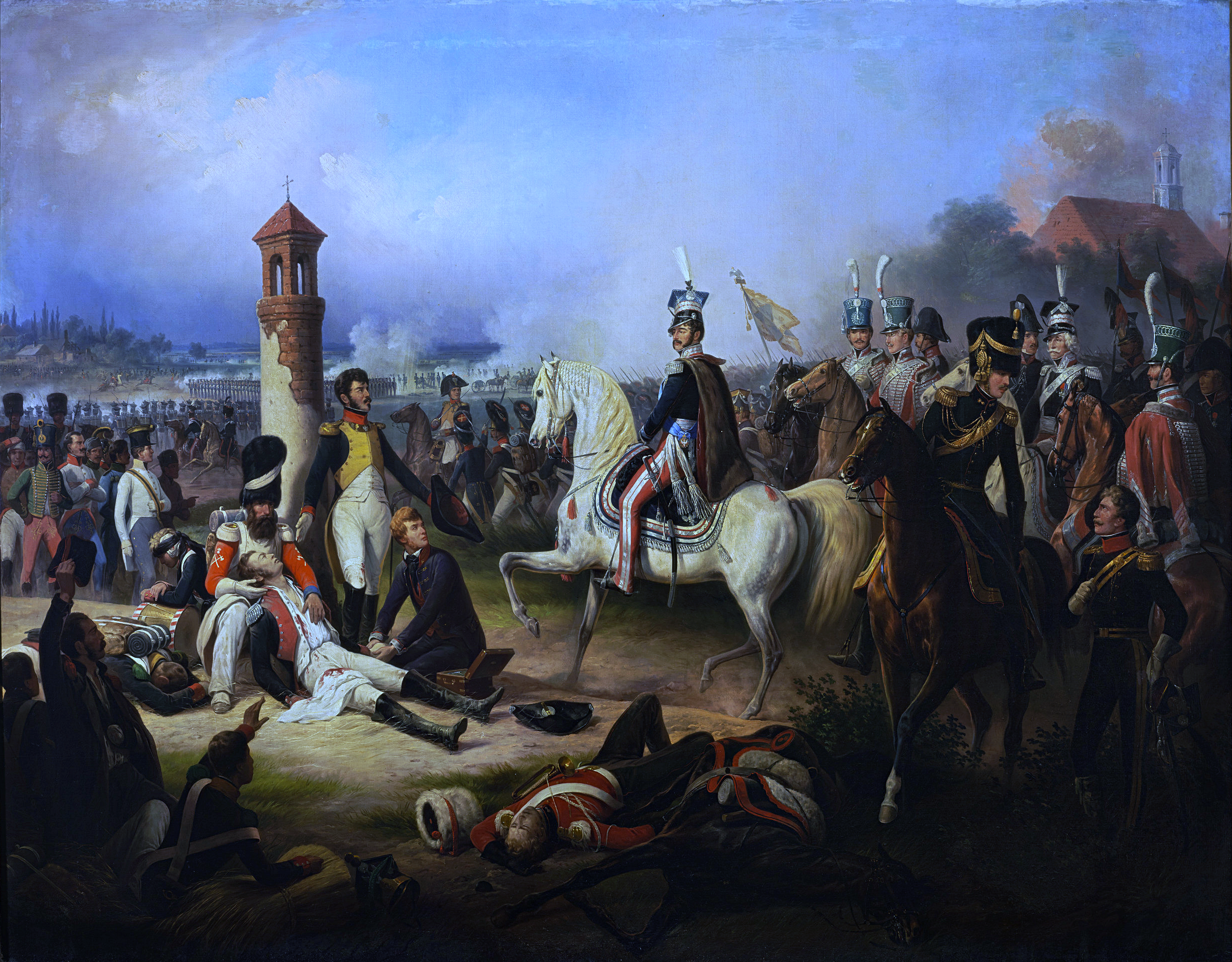
January Suchodolski, Śmierċ Cypriana Godebskiego pod Raszynem, 1855

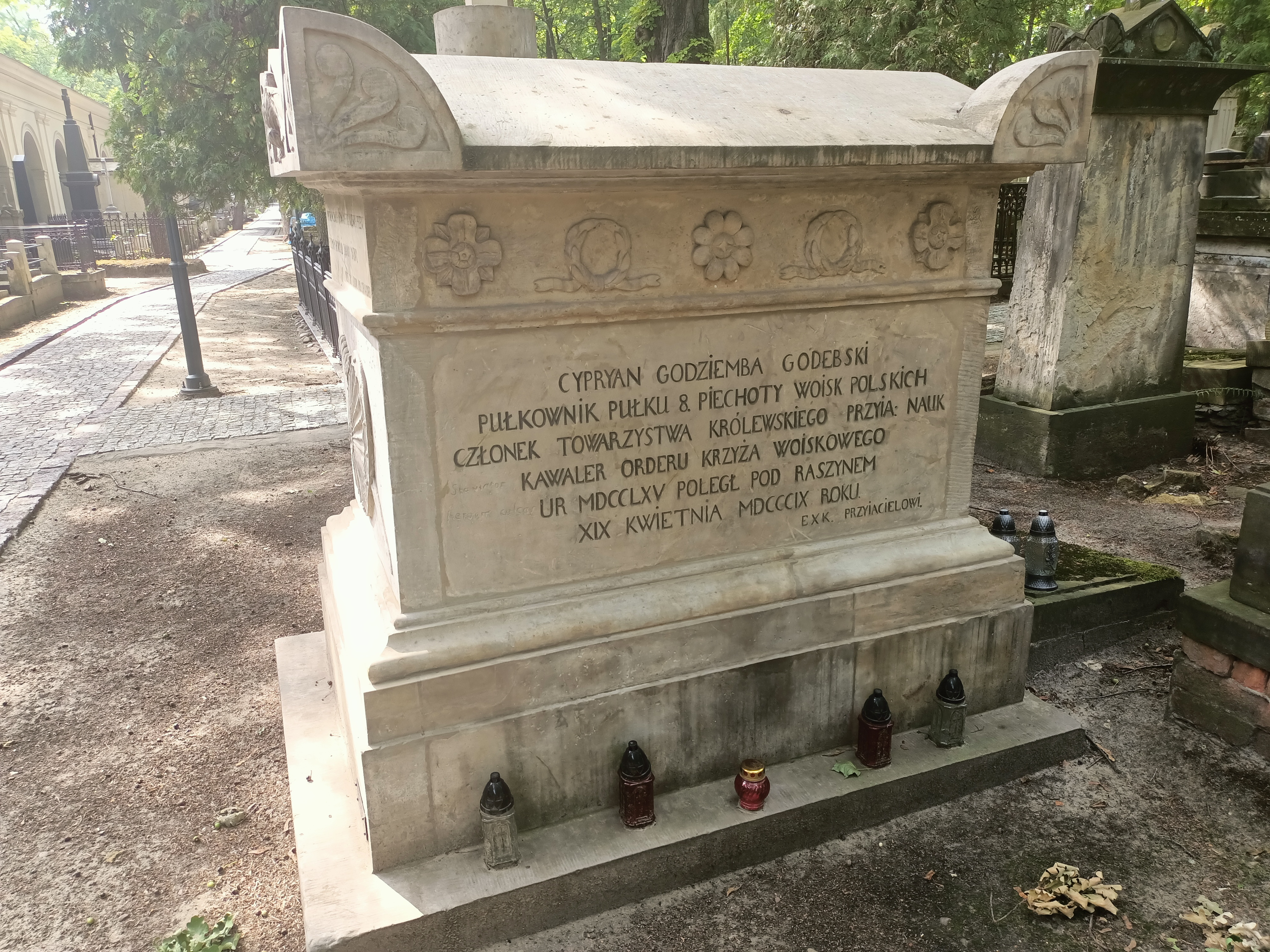
Grób Godebskiego na Powązkach

Cyprian Godebski herbu Godziemba (ur. 1765 na Polesiu Wołyńskim, zm. 19 kwietnia 1809 w Raszynie) – pułkownik Wojska Polskiego, poeta i prozaik, redaktor tygodnika „Zabawy Przyjemne i Pożyteczne”, członek Towarzystwa Przyjaciół Nauk w Warszawie, wolnomularz; ojciec Franciszka Ksawerego, dziad rzeźbiarza Cypriana. Godebski zapoczątkował nurt literatury pozostającej w ścisłym związku z walką wyzwoleńczą, stworzył ideał żołnierza-poety.

## Życiorys
Urodził się na Polesiu Wołyńskim, uczył się w szkole pijarów w Dąbrowicy a po ukończeniu szkoły pracował w Łucku w sądownictwie. W czasie pobytu w wojsku na Wołyniu wstępuje do tajnych organizacji wojskowych przygotowujących rewolucję. Nie brał czynnego udziału w Powstaniu Kościuszkowskim, pracował jedynie w komitecie organizacyjnym prowadzącym wysyłkę legionów. Na skutek przechwycenia jego korespondencji przez władze rosyjskie został aresztowany, udało mu się jednak zbiec. Następnie przedostał się do Włoch, gdzie u boku gen. Franciszka Ksawerego Rymkiewicza prowadził wśród żołnierzy II Legii pracę oświatową i redagował pismo legionowe "Dekada Legionowa" (nazywana też "Dekadą"). W czasie walk pod Weroną został ciężko ranny. W Lyonie zaciągnął się do Legii Nadwiślańskiej.
Po pokoju lunewilskim – rozczarowany do Legionów – podał się do dymisji i zajął się pracą literacką. Jako poeta debiutował w "Nowym Pamiętniku Warszawskim" w roku 1802. Reaktywował w 1804 roku (wraz z Franciszkiem Ksawerym Kosseckim) czasopismo Zabawy Przyjemne i Pożyteczne. Był członkiem loży wolnomularskiej Świątynia Izis w XVIII wieku. 30 września 1805 został przyjęty do loży masońskiej Świątynia Mądrości.
Wkrótce znowu jednak znalazł się w szeregach i w 1807 roku z wojskami francuskimi powrócił do Polski. Dowodził 4 Pułkiem Piechoty Legii Kaliskiej, skoszarowanym w Kaliszu i podporządkowanym dowódcy 2 Dywizji gen. Józefowi Zajączkowi. Później został mianowany komendantem twierdzy modlińskiej. Ponadto Godebski tłumaczył francuskie regulaminy wojskowe na potrzeby Armii Księstwa Warszawskiego
- Regulamen musztry dla piechoty Wojska Polskiego, przełożony z francuskiego na polskie [przekład francuskiego regulaminu z 1791 przez Cypriana Godebskiego]. Jasna Góra: 1807 (reprint 2000 ?). Brak numerów stron w książce

Po wkroczeniu do Księstwa Warszawskiego armii austriackiej wziął udział w walkach i zginął dowodząc 8 Pułkiem Piechoty w bitwie pod Raszynem. Został pochowany na cmentarzu Powązkowskim (kwatera 10-3-30). Jego śmierć przedstawił January Suchodolski na obrazie pt. Śmierć Cypriana Godebskiego pod Raszynem.
Był odznaczony Orderem Virtuti Militari.
Wdowa, Justyna Godebska, otrzymała od rządu Księstwa roczną rentę 4000 złotych. Hrabina Stanisławowa Potocka przesłała jej list: "Mości Pani Godebska, gdy mąż Wielmożnej Pani poległ w obronie ojczyzny każdego Polaka i Polki, powinnością jest czuwać nad losem osieroconej po obrońcy kraju familii" Do listu Potocka dołączyła 18 000 złotych.

## Twórczość

### Ważniejsze utwory
1. List do Kalasantego Szaniawskiego pisany z Akwizgranu r. 1800 (list manipejski), Zabawy Przyjemne i Pożyteczne, t. 4 (1804); wyd. następne: zobacz Wydania zbiorowe poz. 1, cz. 2; przedr. L. S. Korotyński w: "Poeci legioniści. Wybór ich poezji", Warszawa 1907, Tania Biblioteka, nr 26; zobacz Wydania zbiorowe poz. 2 (tu fragm.)
2. Wiersz do siebie samego, powst. 1802, wyd. zobacz Wydania zbiorowe poz. 1, cz. 2; wyd. następne: zobacz Wydania zbiorowe poz. 2; przedr. P. Hertz w: Zbiór poetów polskich XIX w., księga 1, Warszawa 1959
3. List do X. K. (K. Kosseckiego) z Kassel pod Moguncją dnia 13 grudnia 1802 r., wyd. zobacz Wydania zbiorowe poz. 1, cz. 2; poz. 2 (tu fragm.)
4. Wiersze, Nowy Pamiętnik Warszawski 1802-1803 (tu m.in.: Obraz filozofa, 1802 wrzesień; Chmiel i dąb, 1803 lipiec); wyd. następne: zobacz Wydania zbiorowe poz. 1, cz. 2; poz. 2
5. List do przyjaciela z Warszawy dn. 7 maja 1803, wyd. zobacz Wydania zbiorowe poz. 2
6. Na odjazd Juliana Niemcewicza, powst. 1803, wyd. zobacz Wydania zbiorowe poz. 1, cz. 2; wyd. następne: przedr. L. S. Korotyński w: "Poeci legioniści. Wybór ich poezji", Warszawa 1907, Tania Biblioteka, nr 26; zobacz Wydania zbiorowe poz. 2
7. Wiersze, Zabawy Przyjemne i Pożyteczne 1803-1804 (tu m.in.: Cyfra na jaworze; Przekleństwo kochanki; Przekleństwo żebraka; Dąb i drzewka; Zwierciadło i dziecię, t. 1, 1803 – Snycerz, posąg i Jowisz; Pijak bliski zgonu, t. 2, 1804 – Czerna, księżna czerniehowska, starożytny rosyjski romans; Łakomca, t. 4, 1804); wyd. następne: zobacz Wydania zbiorowe poz. 1, cz. 2; wybór w Wydaniach zbiorowych poz. 2
8. Grenadier filozof. Powieść prawdziwa wyjęta z dziennika podróży r. 1799, Warszawa 1805[5]; wyd. następne: pirackie Machnówka (około roku 1805); zobacz Wydania zbiorowe poz. 1, cz. 1; Przemyśl 1882, Biblioteka Uniwersalna Arcydzieł Polskich i Obcych[6]; oprac. Z. Kubikowski, Wrocław 1952. Powieści Polskie XIX w., także wyd. 2 zmienione, Wrocław 1953
9. Wiersz do Legiów polskich. Poprzedzony krótką wiadomością o Legiach polskich, Warszawa 1805[7]; wyd. następne: zobacz Wydania zbiorowe poz. 1, cz. 2; przedr. L. S. Korotyński w: "Poeci legioniści. Wybór ich poezji", Warszawa 1907, Tania Biblioteka, nr 26; Sto lat myśli polskiej, t. 2 (1902); zobacz Wydania zbiorowe poz. 2; przedr. P. Hertz w: Zbiór poetów polskich XIX w., księga 1, Warszawa 1959; fragm. w wielu podręcznikach i antologiach
10. Wiersze powst. w Rydzewie 1805/1806; m.in.: Do Ksawerego Kossowskiego; Strumyk; Do Jana Drozdowskiego (Pamiętnik Warszawski 1809, nr 8); Do Jędrzeja Horodyskiego (Zabawy Przyjemne i Pożyteczne, t. 5, 1806); Listy o wsi; List do Jana O. (list manipejski); wyd. zobacz Wydania zbiorowe poz. 1, cz. 2; wybór w Wydaniach zbiorowych poz. 2
11. Wiersz do J. W. Dąbrowskiego... z powodu jego małżeństwa napisany r. 1807 d. 13 listopada, brak miejsca wydania (1807)[8]; wyd. następne: zobacz Wydania zbiorowe poz. 1, cz. 2; przedr. L. S. Korotyński w: "Poeci legioniści. Wybór ich poezji", Warszawa 1907, Tania Biblioteka, nr 26; zobacz Wydania zbiorowe poz. 2
12. Wiersze z roku 1807, m.in.: Wiersz do płci pięknej; Sen; wyd. zobacz Wydania zbiorowe poz. 1, cz. 2; w poz. 2 Sen
13. Uroczystość wielkiego Napoleona, czyli powrót z niewoli. Komedioopera w 2 aktach, wyst. Kalisz 15 sierpnia 1808; Warszawa 2 grudnia 1808, (Estreicher podaje błędnie: drugi tytuł: "Miłostki ułańskie", co dotyczy komedii Ksawerego Godebskiego granej w roku 1823 i wyd. w 1899. "Miłostki ułańskie" błędnie przypisuje Cyprianowi również Polski Słownik Biograficzny)
14. Pochwała Konfucjusza, filozofa chińskiego; wyd. zobacz Wydania zbiorowe poz. 1, cz. 1
15. Krótka wiadomość o życiu i śmierci Sokratesa; wyd. zobacz Wydania zbiorowe poz. 1, cz. 1
16. Nemrod, czyli początek bałwochwalstwa na ziemi. Powieść arabska; wyd. zobacz Wydania zbiorowe poz. 1, cz. 1
17. Demokryt, czyli nierozmyślne żądania. Powieść filozoficzna naśladowana z Lukiana; wyd. zobacz Wydania zbiorowe poz. 1, cz. 1
18. Myśli o nadziei. Naśladowane z francuskiego; wyd. zobacz Wydania zbiorowe poz. 1, cz. 1
19. "Pamiętnik oblężenia Mantui", Tygodnik Literacki 1842; wyd. następne: Biblioteka Ossolineum, t. 5 (1864); wyd. K. Godebski, Lwów 1864[9]
20. Dodatek do przepisów musztry, brak miejsca i roku wydania
21. Pamiętnik Legii Naddunajskiej (niedokończony), rękopis zaginął
22. Dzieło o literaturze narodowej (niedokończone), rękopis zaginął.

Ponadto prace jego ogłaszano w czasopismach: Czas (1872, nr 115), Nowy Pamiętnik Warszawski, Pamiętnik Warszawski (tu ostatni wiersz Godebskiego: "Do Arysta", 1809, nr 10), Warszawianin (1822), Zabawy Przyjemne i Pożyteczne (1803-1806, tu także sprawozdania z literatury obcej).
Kilka wierszy z czasopism przedrukował (m.in.): L. S. Korotyński w: "Poeci legioniści. Wybór ich poezji", Warszawa 1907, Tania Biblioteka, nr 26; J. W. Gomulicki, Nowe Książki 1958, nr 22-23 i P. Hertz w: Zbiór poetów polskich XIX w., księga 1, Warszawa 1959.

### Przekłady
1. Geoggrafia ułożona w grę... (tłum. z francuskiego), Warszawa 1803
2. J. Delille: "Wieśniak. Pieśń IV", Zabawy Przyjemne i Pożyteczne, t. 3-4 (1804); wyd. następne: zobacz Wydania zbiorowe poz. 1, cz. 2; poz. 2, (współautor przekł., tłumacz niewielkiej partii początkowej: J. Czyżewski)
3. Wyprawa Igora przeciw Połowcom (fragm. z przekładu francuskiego), Zabawy Przyjemne i Pożyteczne, t. 6 (1806); wyd. następne: zobacz Wydania zbiorowe poz. 1, cz. 2; poz. 2 (tu fragm.)
4. Przepis musztry i manewrów... (tłum. z francuskiego), cz. 1-4, Warszawa 1807-1808[10]; wyd. następne: rozszerzone Warszawa 1811; Warszawa 1815
5. J. A. Ségur: Czasy patriarchalne, czyli wesele Jakuba, syna Izaaka. Romans wyjęty z dzieła..., wyd. zobacz Wydania zbiorowe poz. 1, cz. 1
6. P. N. Ovidius: Fragment heroidy, poprzedzony rzutem myśli na heroidy, wyd. zobacz Wydania zbiorowe poz. 1, cz. 2
7. J. F. La Harpe: Sokrates do swoich przyjaciół. Heroida, wyd. zobacz Wydania zbiorowe poz. 1, cz. 2.

### Prace redakcyjno-edytorskie
1. Dekada Polska, gazeta pisana, nr 1-4, Mantua, luty – 22 marca 1799 (współredaktor: F. Paszkowski); fragm. nr 3 (z 11 marca) ogł. S. Askenazy: Napoleon a Polska, t. 3, Warszawa 1919, s. 410; nr 2 (z 1 marca), fragm. nr 3 i 4 (z 22 marca) ogł. A. M. Skałkowski: Archiwum Wybickiego, t. 1, Gdańsk 1948, s. 377-384; z rękopisów Biblioteki Czartoryskich, sygn. 2779 i zbiorów dra Rożnowskiego
2. Zabawy Przyjemne i Pożyteczne, t. 1-6, Warszawa 1803-1804, 1806 (współredaktor: K. Kossowski); wyd. pirackie: t. 1-4, Machnówka (około roku 1805, jako dzieło S. Sz. Potockiego); przedr. poszczególnych tomów: Machnówka 1807 i 1813 (anonimowo).

### Wydania zbiorowe
1. Dzieła wierszem i prozą. Po śmierci autora zbierane po większej części drukiem nie ogłoszone, cz. 1-2, wyd. K. Godebski, Warszawa 1821; zawartość – cz. 1[11]: Twórczość poz. 8, 14-18; Przekłady poz. 5 – cz. 2[12]: Twórczość poz. 1-4, 6-7, 9-12; Przekłady poz. 2-3, 6-7; Listy poz. 4 oraz inne wiersze, bajki, elegie
2. Wybór wierszy, oprac. Z. Kubikowski, Wrocław (1956), Biblioteka Narodowa, seria I, nr 161.

### Listy i materiały
1. Korespondencja z A. Kosińskim, wyd. W. Kosiński: Amilkar Kosiński we Włoszech. 1795-1803, Poznań 1877
2. Do K. Kossowskiego, J. K. Szaniawskiego, A. Horodyskiego i in. z lat 1798-1806, rękopis: Biblioteka Narodowa BOZ, sygn. 1813
3. Do J. Wybickiego 11 listów z lat 1801-1807, wyd. A. M. Skałkowski: Archiwum Wybickiego, t. 1-2, Gdańsk 1948-1950
4. Do wydawcy Pamiętnika Warszawskiego z 18 stycznia 1809, wyd. zobacz: Wydania zbiorowe poz. 1 cz. 2.

## Upamiętnienie
31 marca 1927 minister spraw wojskowych nadał imię pułkownika Cypriana Godebskiego Szpitalowi Wojskowemu w Modlinie.
W roku 1959 imię pułkownika Cypriana Godebskiego zostało nadane szkole podstawowej w Raszynie.
Imię Cypriana Godebskiego noszą ulice w Kaliszu, w Warszawie, we Wrocławiu (osiedle Sępolno) i w Gdyni (Oksywie).
Cyprian Godebski jest również patronem Hufca Warszawa-Ochota Związku Harcerstwa Polskiego.